# Dance in the Vampire Bund
Dance in the Vampire Bund (яп. ダンスインザヴァンパイアバンド Дансу ин дза Вуампайа Бандо, букв. «Танец на Вампирском берегу») — японская манга, придуманная и проиллюстрированная Тамаки Нодзому. Издавалась в сэйнэн-журнале Comic Flapper с 26 июня 2006 года по октябрь 2012 года. Аниме-адаптация манги, созданная студией Shaft, начала демонстрироваться в Японии 7 января 2010 года на канале AT-X.
Сюжет повествует о принцессе вампиров Мине, которая решила, что вампирам пора открыто жить среди людей. Этим она навлекла на себя гнев не только людей, которым не по душе её идея, но и некоторых вампирских кланов.

## Сюжет
Веками сородичи графа Дракулы тайно правили миром и скрывали своё существование, уводя людской интерес в сторону фольклора и выдумок. Но ничто не длится вечно, и дальний потомок графа, принцесса Мина Цепеш, юная правительница всех вампиров, решила открыться миру и поселиться среди людей. Благодаря накопленному за сотни лет жизни богатству, Мина выкупает весь государственный долг Японии. За это она требует предоставить ей в Токийском заливе огромный искусственный остров, где собирается создать специальный район для вампиров, где бы они могли жить, не скрываясь и который очень скоро все станут звать Берегом Вампиров.
Признание существования расы вампиров и новость о создании их анклава на территории Японии произвели во всем мире эффект разорвавшейся бомбы. Люди замышляют избавиться от их царицы, а затем и истребить весь вампирский род… И как ни парадоксально, но и некоторые вампирские кланы настроены против Мины. На этом фоне развивается история любви юной вампирши и Акиры Кобураги Регендорфа — молодого вервольфа и личного телохранителя принцессы.

## Персонажи

### Главные
- Мина Цепеш (яп. ミナ・ツェペッシュ Мина Цепессу) — нынешняя владыка мира вампиров. Внешне выглядит как девочка 12 — 13 лет хотя давно не является ребёнком. Подлинный возраст, предпочитает не афишировать. Часто появляется в достаточно откровенном виде, однако не стесняется быть и обнажённой. Мина может действовать агрессивно, дерзко и быть непослушной, иногда ведёт себя как капризный ребёнок и сбегает от телохранителей, чтобы развлечься (развлечения у неё достаточно специфические для принцессы вампиров — однажды телохранитель обнаружил её прыгающей через скакалку с другими детьми); чаще — как опытный политик, просчитывающий свои действия на несколько ходов вперед и не гнушающийся никаких методов. Тем не менее, она на самом деле чувствует себя уязвимой и одинокой. Единственный друг, которому она может открыть своё сердце, — её телохранитель Акира. Мина очень заботится о благосостоянии своего народа и делает все от неё зависящее, чтобы защитить и сохранить её вид. Мина относится с симпатией к вампирам, добровольно удалившим свои клыки и отказавшимся от охоты на людей — именно они построили Берег и город на нём, для того, чтобы жить свободно, не опасаясь преследований. Душа Мины — истинная форма её самой, выглядящая как взрослая женщина, наделённая крыльями. Она хочет сохранить эту форму в тайне, поскольку этот облик способен к рождению потомства, в то время как её собственная форма не позволяет родить, и из-за возможности рожать, она будет вынуждена вступить в брак с одним из глав Трёх Кланов вампиров, которые также являются чистокровными, как и она. Одна из двух основных персонажей этой истории.

Сэйю: Аой Юки
- Акира Кобураги Регендорф  (яп. 暁・鏑木・レーゲンドルフ Акира Кобураги Рёгендоруфу) — волк-оборотень из Клана Земли, телохранитель принцессы Мины. Возраст — 17 лет. В манге занял этот пост по достижении возраста, как сын главы клана, в анимационном сериале — по желанию принцессы, несмотря на то, что Акира провалил некое очень важное задание и едва не погиб, частично потеряв память. Находится в довольно сложных отношениях с принцессой — с одной стороны он явно в неё влюблён (несмотря на разницу в их видовом и социальном положении), с другой — её методы правления часто кажутся ему неоправданно жестокими. В отличие от других приближенных принцессы, на правах друга позволяет себе подшучивать над ней, а порой — критиковать её действия. Один из двух основных персонажей этой истории.

Сэйю: Юйти Накамура
- Юки Саэгуса (яп. 三枝 由紀, Саэгуса Юки) — человек, девушка влюблённая в Акиру. Является его одноклассницей, очень сильно помогла ему, когда тот потерял память после ранения. Член школьного совета и единственная уцелевшая после нападения вампиров на школу. После некоторого периода вражды, она и Мина становятся близкими подругами. Ревнует Акиру к Мине, но постепенно понимает, что рядом с ними она не может быть никем кроме друга. В свободное время пробует силы как писатель-любитель, в частности написала роман в жанре яой, главный герой которого очень похож на Акиру.

В аниме-адаптации манги Юки Саэгуса является важным персонажем. Почти не участвуя в основных событиях, Юки, выступая в качестве стороннего наблюдателя, в иносказательной форме комментирует «закадровым голосом» подоплёку развития отношений Мины и Акиры.
Сэйю: Тива Сайто

### Люди, ставшие вампирами
- Нанами Синономэ (яп. 東雲 ななみ Синономэ Нанами) — президент школьного совета в школе где учится Акира. Из-за проблем в семье чувствует себя совершенно одинокой и не имеет близких друзей кроме Юки Саэгусы и соседского мальчика Юдзуру (также предоставленного самому себе безалаберными родителями), о котором заботится, как о младшем брате. Активно выступала против присутствия вампиров в школе, но подверглась нападению и сама стала одним из них. По сюжету манги «новообращённые» вампиры обладают генетической преданностью тому, кто их «обратил», внедрив при этом свою ДНК, с которой очень трудно бороться. В таком качестве Нанами оказалась на стороне врагов Мины, но впоследствии, с помощью Юдзуру оказывается вновь «перезаписанной» (чтобы спасти Нанами, Юдзуру вонзает ей в спину кол, наполненный кровью принцессы). Благодаря Мине, Нанами, живя на Берегу Вампиров, вновь смогла посещать школу и исполнять обязанности президента, а в свободное время — помогать её служанкам.

Сэйю: Сидзука Ито

### Оборотни
- Вольфганг Регендорф  (яп. ヴォルフガング・レーゲンドルフ Воруфугангу Рёгендоруфу) — оборотень, глава Клана Земли и отец Акиры. Очень серьёзен и даже высокомерен, их отношения с Акирой напоминают скорее отношения командира и солдата, чем отца и сына. В свите принцессы занимается обеспечением её личной безопасности. Командует отрядом Беовульфов, лучших воинов клана, которые «прикрывают» принцессу в тех случаях, когда она решает лично участвовать в каких-либо опасных мероприятиях. Является второстепенным персонажем манги, в анимационном сериале появляется эпизодически.

Сэйю: Дзёдзи Наката

### Другие
- Служанки — Три служанки, являющиеся скорее комедийными персонажами и появляющиеся эпизодически, тогда как в манге они активно защищают свою хозяйку от покушений на её жизнь. В сериале их чаще всего можно увидеть только в юмористическом эпилоге «Танец со служанкой-вампиром», завершающем каждый эпизод.

Неро — вампир, одна из трёх служанок Мины. Обладательница длинных чёрных волос, преданна Мине и ревнует её к Акире, который ей явно не по нраву.
Сэйю: Асука Тани
Нера — вампир, одна из трёх служанок Мины. Самая невозмутимая из троицы и при этом единственная, кто счёл нужным по-человечески позаботиться о похищенном вампирами внуке премьер-министра Японии, — Нера постаралась успокоить его и подарила плюшевого медвежонка. Отличительная черта — длинная чёлка, закрывающая левый глаз.
Сэйю: Акэно Ватанабэ
Нери — вампир, одна из трёх служанок Мины, позднее к ним присоединяется четвёртая — Нанами. У Нери каштановые волосы, она самая жизнерадостная из этой троицы, поклонница японской аниме-культуры. Ближе всех сошлась с новой горничной, Нанами, после того как та превратилась в вампира.
Сэйю: Эри Китамура
- Вера (-тос) (яп. ヴェラトゥース Вератусу) — вампир, ближайшая помощница Мины. Была превращена в вампира ещё матерью Мины, королевой Лукрецией Цепеш. После мятежа Трёх Кланов и гибели королевы, стала заботиться о её дочери. Симпатизирует Акире, так как считает, что тот делает Мину счастливой. В личной беседе с Юдзуру рассказывает, что стала вампиром добровольно, для того чтобы быть вместе с Лукрецией, которую очень любила.

Сэйю: Юко Кайда
- Мейрен (Мэй Рэн) — знакомая Акиры, учащаяся в той же школе, что и он. Неоднократно выручала Акиру и Юки (из-за огромной физической силы и скорости он даже принимает её за вампира) из опасных ситуаций, но в итоге оказалась, подобно Акире, личным телохранителем и сподвижником главного врага Мины — лидера организации «Теломера», претендующего на верховную власть в мире вампиров и при этом являющегося единственным представителем уникального клана тигров-оборотней.

Сэйю: Ю Кобаяси

## Список эпизодов
1. Prom Night
2. Howling
3. Teen Wolf
4. Interview with Vampire
5. Shadow of Vampire
6. From Dusk Till Dawn
7. Innocent Blood
8. Near Dark
9. Lost Boy
10. Walpurgis Night
11. Underworld
12. Dance in the Vampire Bund

Интересен тот факт, что названия эпизодов — это названия популярных фильмов о вампирах и оборотнях, последний же эпизод имеет название самого сериала.

## Музыка
Открывающие и Закрывающие Темы

Открывающая:
- Nakano Aiko — Friends.

 Закрывающая:
- hibiku — Tsumeato.